# Rosario María Gutiérrez Eskildsen

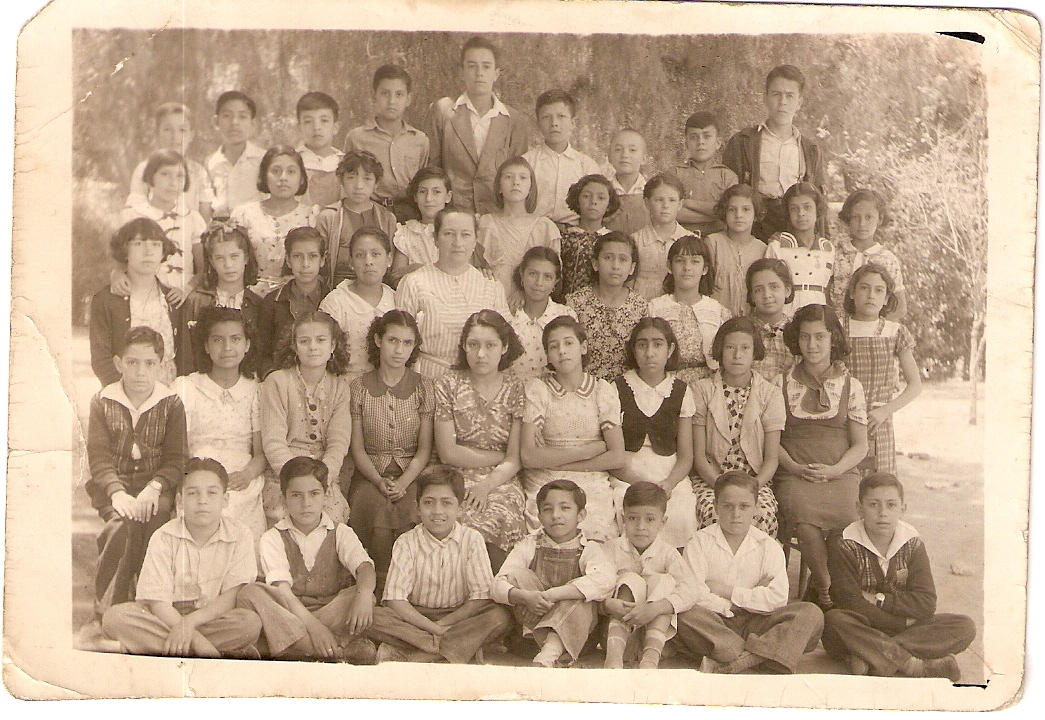
Rosario Gutiérrez Eskildsen con un grupo de alumnos de primaria en la Ciudad de México, aproximadamente en 1934.

Rosario María Gutiérrez Eskildsen (Villahermosa, Tabasco, 16 de abril de 1899-Ciudad de México, 12 de mayo de 1979) fue una lexicógrafa, lingüista, educadora y poeta mexicana que es recordada por sus estudios sobre las peculiaridades regionales del habla en su estado natal, así como por su labor pionera como maestra y pedagoga en el estado y en México en general. En ocasiones ha sido descrita como la primera mujer "profesionista" de Tabasco.
La comunidad de María del Rosario Gutiérrez Eskildsen en el municipio de Centla, Tabasco, es nombrado en su honor.

## Vida y obra
Nació en Villahermosa (entonces conocida como San Juan Bautista) en lo que entonces se llamaba la calle Grijalva; sus padres eran Antonio Gutiérrez Carriles, un español, y Juana Eskildsen Cáceres de Gutiérrez, natural de Campeche, de ascendencia danesa. Quedó huérfana a muy temprana edad cuando murieron primero su madre y más tarde su padre; dos de sus cinco hermanos también morirían jóvenes. A fin de mantenerse a flote económicamente, su hermana María del Carmen daba lecciones de piano, mientras que Rosario, junto con su hermano mayor, Guillermo, vendía en las esquinas copias del periódico local El Correo de Tabasco, por los que ganaban unos 10 centavos diarios.
Fue una estudiante dedicada durante toda su escolaridad, la primera parte de la cual concluyó en el Instituto Juárez de Villahermosa, un avanzado colegio de preparatoria fundado por el político y educador Manuel Sánchez Mármol. En 1918, a la edad de 19 años, se trasladó a la Ciudad de México para continuar sus estudios, donde durante el día trabajaba como maestra de escuela primaria y durante la noche asistía a clases en la Universidad Nacional Autónoma de México, de la que obtuvo una maestría en literatura española y más tarde un doctorado en lingüística española. Fue durante este tiempo que consiguió ganar la beca de postgrado Lillian Emma Kimball del Barnard College para estudios de español en la Universidad de Columbia (donde entre sus mentores se incluyen profesores como Tomás Navarro Tomás y Federico de Onís).
Escribió más de una docena de libros y muchos más artículos sobre temas relativos a la gramática y la lingüística en general, y a la dialectología, la pedagogía de la lengua, la fonética y la prosodia, en particular; los estudios Substrato y superestrato del español en Tabasco, Fonética y prosodia tabasqueña, Cómo hablamos en Tabasco y otros trabajos, se consideran, como en el caso de las contribuciones de Marcos E. Becerra y Francisco J. Santamaría, trabajos pioneros sobre el tema de la dialectología tabasqueña. También era una ávida amante del género epistolar, que intercambiaba correspondencia asiduamente con sus colegas y exalumnos por igual.
Nunca se casó, explicando, cuando le preguntaban, que su deseo era dedicar su vida exclusivamente a su trabajo de investigación y educativo. Sin embargo, se convirtió inesperadamente en madre (adoptiva) de un joven huérfano de 17 años de edad, Sergio Gómez Cabello, de cuya situación desgraciada se enteró en 1953 durante una visita a la escuela primaria donde enseñaba. 
Gutiérrez Eskildsen murió en la Ciudad de México en 1979 y fue enterrada junto a su hermano, Guillermo.

## Obra publicada
- ——— (1934). Prosodia y fonética de Tabasco. Mexico, D.F. OCLC 236059496. Tesis.
- ——— (1941). El habla popular y campesina de Tabasco. Mexico, D.F. OCLC 651332367. Tesis de lingüística románica, Universidad Nacional Autónoma de México. Facultad de Filosofía y Letras.
- ——— (1950). Héroes civiles y mexicanos notables. Mexico, D.F.: Secretaría de Educación Pública. OCLC 44148563. Trabajo realizado por los alumnos del curso superior de español a cargo de la profesora.
- ——— (1957). Segundo curso de lengua y literatura españolas: unidades de trabajo: desarrollo del programa oficial de las escuelas de enseñanza secundaria (7 edición). Mexico, D.F.: Editorial Tabasco. OCLC 651582450.
- ——— (1957). Información gramatical: sexto año primaria. Mexico, D.F.: Editorial Tabasco. OCLC 651227852. Con ilustraciones de Enrique Vélez Villaseñor.
- ——— (1963). Primer curso de español: unidades de trabajo (3 edición). Mexico, D.F.: Editorial Tabasco. OCLC 651395179.
- ——— (1966). Segundo curso de español: unidades de trabajo (4 edición). Mexico, D.F.: Editorial Tabasco. OCLC 2484552.
- ——— (1971). Cartilla para enseñar española. Mexico, D.F.: Editorial Tabasco. OCLC 3342922.
- ——— (1972). Introducción a la gramática estructural. Mexico, D.F.: Editorial Tabasco. OCLC 906628042.
- ——— (1975). Español, primer curso de enseñanza media, unidades por objetivos: conforme a los nuevos programas de la reforma educativa (1 edición). Mexico, D.F.: Editorial Tabasco. OCLC 948331115.
- ——— (1978). Substrato y superestrato del español de Tabasco (1 edición). Mexico, D.F.: Consejo Editorial del Estado de Tabasco. OCLC 8284234. Presentado originalmente como tesis doctoral en la Universidad Nacional Autónoma de México, 1944.
- ——— (1981). Cómo hablamos en Tabasco y otros trabajos (1 edición). Mexico, D.F.: Consejo Editorial del Gobierno del Estado de Tabasco. OCLC 9645132.